# Mazahua
Mazahua, pleme američkih Indijanaca porodice Otomian nastanjeno na zapadu i sjeverozapadu meksičke države México i na istoku Michoacána. Populacija je 1980. iznosila oko 220,000.

## Jezik
Jezik mazahua govori se u dvije varijante, pripada porodici Oto-Pamean, i preko nje Velikoj porodici Oto-Manguean.

## Naselja
Od današnjih 11 općina u kojima žive Mazahue u meksiku 10 su u državi México: Almoloya de Juárez, Atlacomulco, Donato Guerra, El Oro de Hidalgo, Ixtlahuaca, Jocotitlán, San Felipe del Progreso, Temascalcingo, Villa de Allende i Villa Victoria, i jedna u Michoacánu: Zitácuaro.

## Privreda
Temelj ekonomske aktivnosti Mazahua je agrikultura u kojem prednjače uzgoj kukuruza, graha, magveja i voća. Bave se i stočarstvom koze, ovce, konji i goveda i uzgojem peradi (kokoši i purani). Mazahue su poznati i po proizvodnji košara, a u San Felipe del Progreso bave se izradom srebrnog nakita, kao što su ogrlice, prstenje i narukvice. Znatan dio prihoda pokriva se i odlaskom na rad u druge krajeve, napose u grad Toluca, i države Veracruz, Sonora, Jalisco i Queretaro.

## Kuće
Tipične kuće Mazahua bile su od nepećene opeke (ćerpiča), dok u današnje vrijeme kuče grade od suvremenog materijala (beton).

## Socijalna organizacija
Nuklearna obitelj sastoji se od roditelja i djece. Otac je najviši autoritet i glavni organizator poljodjelski poslova u kojemu mu pomažu djeca. Napasanje stoke i sakupljanje drva, posao je za žene.  

## Vanjske poveznice
- Pueblos Indígenas de México: Mazahuas  Arhivirana inačica izvorne stranice od 9. lipnja 2007. (Wayback Machine)